# Temes (comitaat)
Het comitaat Temes (Duits: Komitat Temesch) was een historisch comitaat in het zuiden van het koninkrijk Hongarije. Dit comitaat bestond vanaf de 12e eeuw tot 1950 in zijn historische context. Echter heeft het tijdens de Turkse bezetting in een andere vorm bestaan en pas weer rond 1779 heropgericht, weer verdwenen tussen 1849 en 1860 en bestond daarna tot 1918, toen de Banater Republiek werd uitgeroepen. Het was gelegen in de Banaat. Van dit historisch comitaat liggen het midden en noorden, tegenwoordig in Roemenië en het zuiden in Servië. De hoofdstad van het comitaat Temesvár (Temeschburg / Timișoara) was de informele regionale hoofdstad van het zuiden van het Koninkrijk Hongarije en van de Banaat. In de 16e eeuw, tijdens de bezetting van het Ottomaanse Rijk, werd het gebied Eyalet Temeşvar genoemd en tussen 1718 en 1778 was het een kroondomein van de Habsburgers, genaamd Temesbanaat. Tussen 1849 en 1860 werd het gebied, een nieuw Oostenrijks kroonland, om de Hongaren te straffen voor de Hongaarse Revolutie van 1848, genaamd Vojvodschap Servië en Temesbanaat.

## Ligging
Het comitaat grensde aan de comitaten Torontál, Arad, Krassó-Szörény en het Koninkrijk Servië. De rivieren de Béga, Bârzava (Berzava / Bersau),  Caraș (Krassó), Nera (Néra) en de Temes (waaraan het comitaat haar naam dankt) stroomde door het gebied. De Mureș (Maros / Mieresch) en de Tisza (Theiß / Tisa) vormden de noordelijke grens en de Donau de zuidgrens. Het had enigszins een vlak en anderszins een heuvelachtig en vlakker landschap. Het gebied was enerzijds moerassig en ongezond, anderzijds erg vruchtbaar. In het gebied waren eveneens veel molens te vinden, om haar relatieve vlakte.

## Districten
| Stoeldistrict       | Hoofdplaats                                                 |
| ------------------- | ----------------------------------------------------------- |
| Buziasfürdő         | Buziasfürdő, tegenwoordig Buziaș / Bad Busiasch             |
| Csák                | Csák, het huidige Ciacova / Tschakowa                       |
| Detta               | Detta, het huidige Deta                                     |
| Fehértemplom        | Fehértemplom, het huidige Bela Crkva / Weißkirchen im Banat |
| Kevevára            | Kevevára, het huidige Kovin / Temeschkubin                  |
| Központ („Zentrum“) | Temesvár / Temeschburg / Timișoara                          |
| Lippa               | Lippa, het huidige Lipova / Lippa                           |
| Temesrékas          | Temesrékas, het huidige Recaș / Temesrékas / Rekasch        |
| Újarad              | Újarad, het huidige Aradul Nou / Neu-Arad                   |
| Versec              | Versec, het huidige Vršac / Werschetz                       |
| Vinga               | Vinga / Winga                                               |
| Stadsdistrict       |                                                             |
| Temesvár            | Temesvár / Timișoara / Temeschburg                          |
| Versec              | Versec, het huidige Vršac / Werschetz                       |
| Fehértemplom        | het huidige Bela Crkva / Weißkirchen im Banat               |

Alle districten liggen tegenwoordig Roemenië in het noorden en midden van het historische comitaat op het deelgebieden Versec / Vršac / Werschetz, Fehértemplom / Bela Crkva / Weißkirchen im Banat, Kevevára / Kovin / Temeschkubin na, deze plaatsen maken tegenwoordig deel uit van het Servische Vojvodina / Délvidék